# Claudio Maniago
Claudio Maniago (Firenze, 8 febbraio 1959) è un arcivescovo cattolico italiano, dal 29 novembre 2021 arcivescovo metropolita di Catanzaro-Squillace.

## Biografia
Nasce a Firenze, città capoluogo di provincia e sede arcivescovile, l'8 febbraio 1959, da genitori originari della provincia di Pordenone.

### Formazione e ministero sacerdotale
Dopo la maturità classica entra nel seminario maggiore, frequentando lo studio teologico fiorentino. Alunno dell'Almo collegio Capranica, consegue la licenza in liturgia, presso il Pontificio ateneo Sant'Anselmo.
Il 19 aprile 1984 è ordinato presbitero dall'arcivescovo Silvano Piovanelli (poi cardinale).
Dal 1987 al 1994 è rettore del seminario minore, direttore del centro diocesano per le vocazioni e membro del consiglio pastorale diocesano e assistente ecclesiastico del Serra Club.
Nel 1988 diviene cerimoniere dell'arcivescovo di Firenze e incomincia ad insegnare liturgia presso la facoltà teologica dell'Italia centrale; nel 1991 è direttore dell'ufficio liturgico diocesano e membro della commissione ordinandi.
Nel 1994 diviene pro-vicario generale dell'arcidiocesi metropolitana, moderatore della curia arcivescovile e canonico onorario della cattedrale di Santa Maria del Fiore. Nel 2001 è nominato vicario generale dell'arcidiocesi fiorentina.

### Ministero episcopale

#### Vescovo ausiliare di Firenze

Stemma vescovile.

Il 18 luglio 2003 papa Giovanni Paolo II lo nomina vescovo ausiliare di Firenze e vescovo titolare di Satafi. L'8 settembre successivo riceve l'ordinazione episcopale, nella cattedrale di Santa Maria del Fiore, dal cardinale Silvano Piovanelli, coconsacranti l'arcivescovo Ennio Antonelli (poi cardinale) ed il vescovo Gualtiero Bassetti (poi arcivescovo e cardinale). Al momento della nomina episcopale, ad appena 44 anni, era il vescovo più giovane d'Italia.
A Firenze è al centro di polemiche, perché accusato, dalle vittime di don Lelio Cantini, di aver ignorato e tentato di insabbiare le vicende di pedofilia dello stesso sacerdote, suo padre spirituale. Le accuse si rivelano infondate e, pertanto, non è mai stato sottoposto ad indagini. Nel 2007 è accusato da un giovane gay, Paolo Chiassoni, di aver preso parte, insieme ad altri sacerdoti, a festini a luci rosse di carattere omosessuale.
Nel 2008 il nuovo arcivescovo di Firenze Giuseppe Betori lo conferma vicario generale dell'arcidiocesi.

#### Vescovo di Castellaneta
Il 12 luglio 2014 papa Francesco lo nomina vescovo di Castellaneta; succede a Pietro Maria Fragnelli, precedentemente nominato vescovo di Trapani. Il 14 settembre prende possesso della diocesi.
Il 21 maggio 2015 la Conferenza Episcopale Italiana, riunita in assemblea generale, lo elegge presidente della Commissione episcopale per la liturgia, mentre il 3 ottobre viene nominato, dal Consiglio episcopale permanente della CEI, presidente del Centro di azione liturgica. Termina tali mandati, per scadenza naturale, a norma degli statuti della medesima conferenza episcopale, il 26 maggio 2021; gli succede Gianmarco Busca, vescovo di Mantova.
Il 28 ottobre 2016 papa Francesco lo nomina membro della Congregazione per il culto divino e la disciplina dei sacramenti e, nel marzo 2021, riceve dallo stesso pontefice l'incarico di visitatore presso quel dicastero.

#### Arcivescovo metropolita di Catanzaro-Squillace
Il 29 novembre 2021 lo stesso papa Francesco lo promuove arcivescovo metropolita di Catanzaro-Squillace; succede a Vincenzo Bertolone, dimessosi il 15 settembre precedente. Il 9 gennaio 2022 prende possesso dell'arcidiocesi.
Rimane amministratore apostolico della diocesi di Castellaneta fino all'ingresso del successore Sabino Iannuzzi, avvenuto il 15 giugno seguente.
Il 29 giugno 2022 riceve da papa Francesco, nella basilica di San Pietro in Vaticano, il pallio, che gli viene imposto dal nunzio apostolico Emil Paul Tscherrig il 16 luglio seguente.
Il 29 gennaio 2024 è eletto vicepresidente della Conferenza episcopale calabra.
Dal 26 settembre 2024 al 30 marzo 2025 ricopre l'ufficio di amministratore apostolico di Crotone-Santa Severina.

## Genealogia episcopale e successione apostolica
La genealogia episcopale è:
- Cardinale Scipione Rebiba
- Cardinale Giulio Antonio Santori
- Cardinale Girolamo Bernerio, O.P.
- Arcivescovo Galeazzo Sanvitale
- Cardinale Ludovico Ludovisi
- Cardinale Luigi Caetani
- Cardinale Ulderico Carpegna
- Cardinale Paluzzo Paluzzi Altieri degli Albertoni
- Papa Benedetto XIII
- Papa Benedetto XIV
- Papa Clemente XIII
- Cardinale Marcantonio Colonna
- Cardinale Giacinto Sigismondo Gerdil, B.
- Cardinale Giulio Maria della Somaglia
- Cardinale Carlo Odescalchi, S.I.
- Cardinale Costantino Patrizi Naro
- Cardinale Lucido Maria Parocchi
- Papa Pio X
- Cardinale Gaetano De Lai
- Cardinale Raffaele Carlo Rossi, O.C.D.
- Cardinale Amleto Giovanni Cicognani
- Cardinale Giovanni Benelli
- Cardinale Silvano Piovanelli
- Arcivescovo Claudio Maniago

La successione apostolica è:
- Vescovo Giuseppe Favale (2016)

## Riconoscimenti
- Salomone d'oro, conferito dall'Università degli Studi di Firenze il 29 giugno 2005.[17]